# Janko Alexy
Janko Alexy (Liptovský Mikuláš, 25 de gener de 1894 - Bratislava, 22 de setembre de 1970) fou un pintor i escriptor eslovac.
Janko Alexy nasqué com el cinquè fill del mestre seller Gustav Alexy i Emma Korytárová. Estudià a l'escola del seu poble natal i després a Lučenec. Després prova la seva sort com a aprenent d'escura-xemeneies a Rožňava i Mikuláš. Posteriorment va començar estudis de filosofia a Budapest. Hi segueix un seminari mèdic i intenta aplicar els seus coneixements com a aprenent a una farmàcia a Prievidza. En esclatar la Primera Guerra Mundial va ser mobilitzat i va participar en els combats al front italià i rus. Després de la guerra va continuar els estudis a l'Acadèmia de Belles Arts de Praga a partir del 1919. El 1920 passà sis mesos a París.
En acabar els estudis, treballà com a professor de dibuix a Bratislava i a partir del 1927 es consagrà únicament a la seva activitat artística. El 1930 s'instal·là a Turčiansky Martin, més endavant a Piešťany, i finalment el 1937 a Bratislava. L'extensa obra d'Alexy inclou al voltant de 1.300 olis, pintures al pastel i dibuixos. Va pintar natura i poble eslovacs, però també racons urbans, cafès, retrats, personatges i esdeveniments històrics o llegendaris. Paral·lelament publicà obres literàries a partir del 1922. Aquest mateix any, juntament amb Gejza Vámoš, va fundar la revista literària i artística Svojeť.
El 1964 rebé el títol prestigiós d'Artista Nacional (Národný umelec) per la seva trajectòria a l'ocasió del seu setantè aniversari.

## Obres
- 1924 – Jarmilka
- 1928 – Grétka
- 1930 – Veľká noc
- 1932 – Na voľnej vôľuške
- 1935 – Hurá
- 1936 – Už je chlap na nohách
- 1940 – Zlaté dno
- 1942 – Dom horí
- 1946 – Zabudnutý svet
- 1948 – Osudy slovenských výtvarníkov
- 1949 – Profesor Klopačka
- 1956 – Život nie je majáles
- 1957 – Ovocie dozrieva
- 1970 – Tam ožila sláva (sobre la reconstrucció du castell de Bratislava).